# Rolf Aldag
Rolf Aldag (nascido em 25 de agosto de 1968) é um ex-ciclista profissional alemão, que alinhou para Telekom, de 1993 a 2005.
Competiu em dez edições do Tour de France, 1 no Giro d'Italia e cinco na Volta a Espanha. Antes de ingressar na Telekom, ele correu com Helvetia, equipe na qual tornou-se profissional em 1991. Em sua carreira, destaca-se ao vencer o Campeonato da Alemanha (2000) e a Volta a Baviera de 1999. Durante sua retirada do esporte, ele serviu como diretor da equipe Telekom. Tornando-se profissional em 1991, ele competiu até o ano de 2005.
Participou em duas edições dos Jogos Olímpicos, em Atlanta 1996 e em Sydney 2000, terminando em 28º e 23º na prova de estrada, respectivamente.
Em maio de 2007, admitiu ter se dopado com EPO entre 1994 e 1996.